# Hana (ca sĩ, sinh 1993)
Đây là một tên người Triều Tiên, họ là Shin.
Shin Bo-ra (tiếng Hàn: 신보라; sinh ngày 30 tháng 4 năm 1993), trước đây được biết đến với nghệ danh Hana (tiếng Hàn: 하나), là một nữ ca sĩ và diễn viên người Hàn Quốc. Cô là cựu thành viên và trưởng nhóm của nhóm nhạc nữ Gugudan. Sau khi nhóm tan rã, cô hiện đang hoạt động với tư cách là một diễn viên.

## Thời nhỏ
Hana sinh ngày 30 tháng 4 năm 1993, tại Bucheon, tỉnh Gyeonggi, Hàn Quốc. Cô tốt nghiệp Đại học Seokyeong.

## Sự nghiệp

### Trước khi ra mắt
Hana đã xuất hiện trong High School King of Savvy với tư cách là một nữ sinh trung học vào năm 2014 trước khi ra mắt với Gugudan.

### 2016–nay: Gugudan và ra mắt với tư cách diễn viên

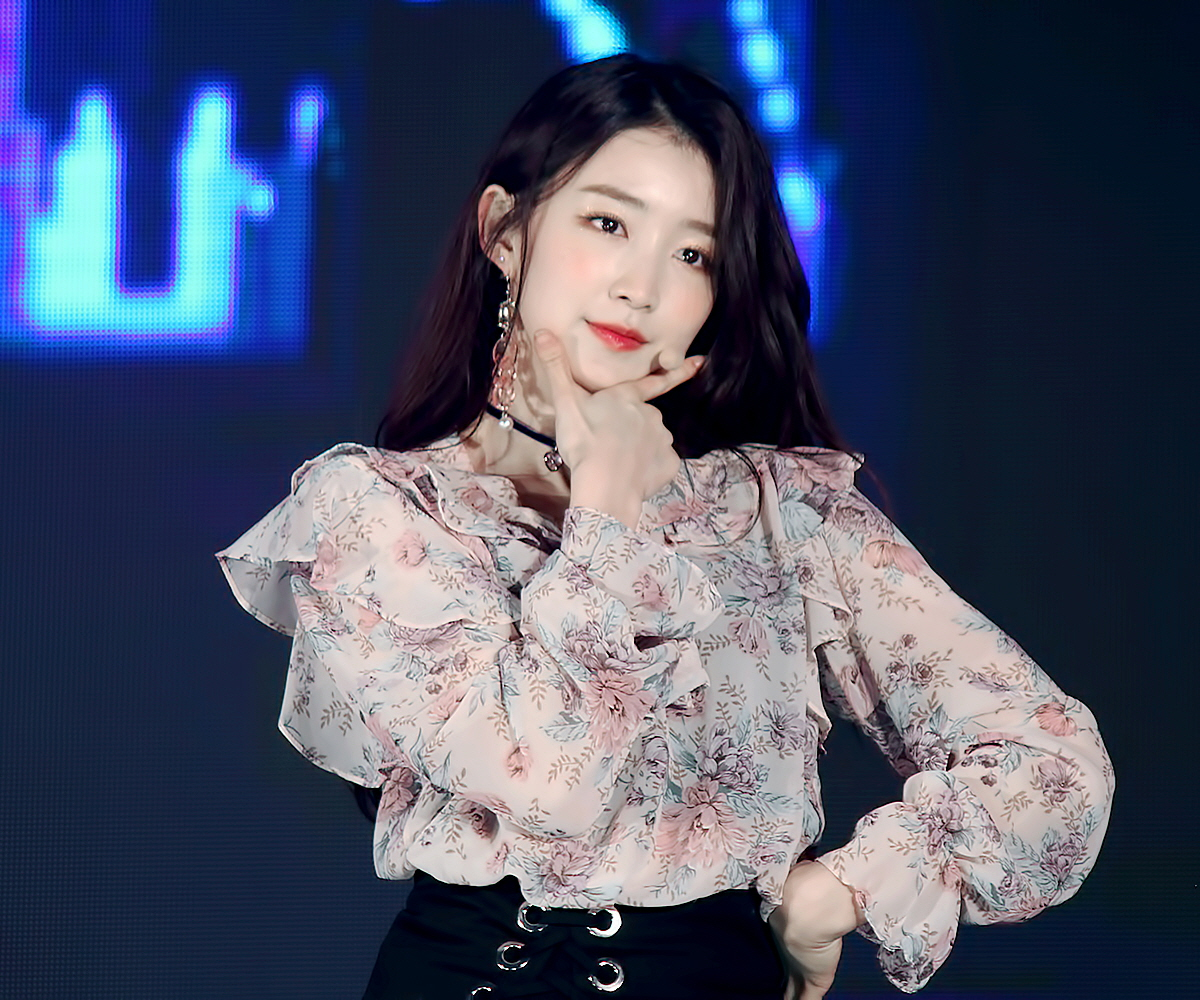
Hana tại Lễ hội âm nhạc công nhân Ansan năm 2017

Hana được tiết lộ là thành viên của nhóm nhạc nữ sắp tới của Jellyfish Entertainment vào ngày 14 tháng 6 năm 2016. Vào ngày 22 tháng 6, có thông tin xác nhận rằng Gugudan sẽ ra mắt với concept "mermaid'. Phần kết nổi bật trong mini-album đầu tay của nhóm được phát hành vào ngày 24 tháng 6. Hana ra mắt cùng Gugudan vào ngày 28 tháng 6 năm 2016, với mini-album, Act. 1 The Little Mermaid, với MV "Wonderland" là chủ đề bài hát. Hana đã xuất hiện trong bộ phim  Children of the 20th Century vào năm 2017. Cô tham gia vào nhạc phim cho bộ phim truyền hình OCN My First Love với ca khúc "Throbbing Weather".
Hana đóng vai chính đầu tiên trong My Fuxxxxx Romance với vai Ahn Ji-young và Shin Na-ra trong  Another Peaceful Day of Second-Hand Items diễn hai vai vào năm 2020. Hana đóng cùng Go Geon-han trong Save Me Oldie vào năm 2021.
Cô rời Jellyfish Entertainment sau khi hết hạn hợp đồng vào ngày 30 tháng 4 năm 2021.
Vào tháng 8 năm 2021, có thông báo rằng Hana đã ký hợp đồng với FN Entertainment và sẽ lấy tên khai sinh là Shin Bo-ra.

## Danh sách đĩa nhạc

### Bài hát nhạc phim
| Tên                                                                          | Năm  | Thứ hạng cao nhất | Doanh số | Album                                  |
| Tên                                                                          | Năm  | KOR               | Doanh số | Album                                  |
| ---------------------------------------------------------------------------- | ---- | ----------------- | -------- | -------------------------------------- |
| "Throbbing Weather" (설렘주의보)                                             | 2018 | —                 | —        | My First Love (애간장) OST             |
| "Falling Down"                                                               | 2019 | —                 | —        | Touch Your Heart (진심이 닿다) OST     |
| "walk in space"                                                              | 2019 | —                 | —        | Yeonnamdong Family (연남동 패밀리) OST |
| "—" denotes releases that did not chart or were not released in that region. |      |                   |          |                                        |

## Các phim đã đóng

### Phim điện ảnh
| Năm  | Tên                       | Tên                     | Vai diễn | Ghi chú         | Tham khảo     |
| Năm  | Tiếng Anh                 | Tiếng Hàn               | Vai diễn | Ghi chú         | Tham khảo     |
| ---- | ------------------------- | ----------------------- | -------- | --------------- | ------------- |
| 2022 | She's From Another Planet | 어느 날 그녀가 우주에서 | Na Eun   | Diễn viên chính | [ 12 ] [ 13 ] |

### Phim truyền hình
| Năm  | Tên                          | Tên             | Kênh | Vai diễn          | Ghi chú   | Tham khảo |
| Năm  | Tiếng Anh                    | Tiếng Hàn       | Kênh | Vai diễn          | Ghi chú   | Tham khảo |
| ---- | ---------------------------- | --------------- | ---- | ----------------- | --------- | --------- |
| 2014 | High School King of Savvy    | 고교처세왕      | tvN  | Nữ sinh trung học | Khách mời |           |
| 2017 | Children of the 20th Century | 20세기 소년소녀 | MBC  |                   | Khách mời |           |

### Phim chiếu mạng
| Năm  | Tên                   | Tên                      | Nền tảng                             | Vai diễn     | Ghi chú            | Tham khảo     |
| Năm  | Tiếng Anh             | Tiếng Hàn                | Nền tảng                             | Vai diễn     | Ghi chú            | Tham khảo     |
| ---- | --------------------- | ------------------------ | ------------------------------------ | ------------ | ------------------ | ------------- |
| 2020 | My Fuxxxxx Romance    | 마이퍽킹로맨스           | Playlist (Naver TV. V Live. YouTube) | Ahn Ji-young | Diễn viên chính    | [ 14 ] [ 15 ] |
| 2021 | Nara's Marvelous Days | 오늘도 평화로운 중고나라 | KODA (Naver TV. V Live)              | Shin Nara    | Diễn viên chính    | [ 16 ] [ 17 ] |
| 2021 | Save The Old Fossil   | 구해줘 꼰대              | SBS YogurD                           | Lee Na-Eun   | Diễn viên chính    | [ 18 ] [ 19 ] |
| 2021 | Summer Guys           | 썸머가이즈               | AbemaTV                              | -            | Xuất hiện đặc biệt | [ 20 ] [ 21 ] |
| 2021 | Mr. LEE               | 미스터LEE                | 4D Replay (KakaoTV)                  | Cha Eun-joo  | Diễn viên chính    | [ 22 ]        |